# کاستلنووو بوچا دادا
کاستلنووو بوچا دادا (به ایتالیایی: Castelnuovo Bocca d'Adda) یک کومونه در ایتالیا است که در استان لودی واقع شده‌است.

## خصوصیات
کاستلنووو بوچا دادا ۲۰٫۴ کیلومترمربع مساحت و ۱٬۷۰۰ نفر جمعیت دارد و ۴۹ متر بالاتر از سطح دریا واقع شده‌است.